# Дехкан (село)
Дехкан (каз. Диқан) — село в Жуалынском районе Жамбылской области Казахстана. Входит в состав Аксайского сельского округа. Код КАТО — 314233200.

## Население
В 1999 году население села составляло 780 человек (391 мужчина и 389 женщин). По данным переписи 2009 года, в селе проживал 841 человек (442 мужчины и 399 женщин).